# Torneo di Fort Myers
Il Torneo di Fort Myers è stato un torneo femminile di tennis che si disputava a Fort Myers negli USA su campi in cemento indoor.

## Albo d'oro

### Singolare
| Anno | Campionessa | Finalista      | Punteggio |
| ---- | ----------- | -------------- | --------- |
| 1982 | Duk-Hee Lee | Yvonne Vermaak | 6-0, 6-3  |

### Doppio
| Anno | Campionesse                  | Finalista                    | Punteggio     |
| ---- | ---------------------------- | ---------------------------- | ------------- |
| 1982 | Marjorie Blackwood Susan Leo | Pat Medrado Cláudia Monteiro | 2-6, 6-1, 6-2 |